# Legnano Basket Knights 2015-2016
Questa voce raccoglie le informazioni riguardanti il Legnano Basket Knights nelle competizioni ufficiali della stagione 2015-2016.

## Verdetti stagionali
Competizioni nazionali
- Serie A2:

stagione regolare: 13º posto su 16 squadre (10 vittorie e 20 sconfitte).

## Stagione
La stagione 2015-2016 del Legnano Basket Knights, sponsorizzata dall'Europromotion, è la seconda della storia del club nel secondo livello del campionato italiano di pallacanestro, la Serie A2. Per i Knights il campionato si conclude con il 13º posto nel girone Est, frutto di 10 vittorie, 20 sconfitte, 2.212 punti fatti e 2.348 punti subiti (differenza: -136 punti), che permettono ai legnanesi di realizzare 20 punti in classifica, a 4 lunghezze dalla zona play-out.

## Maglie
| Casa | Trasferta | Terza divisa |

## Organigramma societario
Aggiornato al 23 aprile 2016.
- Presidente: Marco Tajana
- Consiglieri: Guido Azario, Giuseppe Battilana, Franco Bonazza, Eugenio Bozzani, Angelo Bugatti, Ambrogio Cacia, Bruno Carabelli, Marco Cavalleri, Gianmario Dell'Acqua, Ezio Garavaglia, Roberto Garavaglia, Franco Gavosto, Alessandro Giglio, Manfred Grundmann, Mario Landini, Francesco Ordine, Cristiano Porrati, Daniele Tamborini, Giuliano Tognati ed Enrico Verità
- Direttore generale: Maurizio Basilico
- Segreteria generale: Lorenzo Prandi
- Segreteria amministrativa: Michela Lunghini
- Responsabile organizzativo: Massimiliano Giudici
- Responsabile ufficio stampa: Massimiliano Giudici
- Responsabile innovazione: Massimiliano Giudici
- Responsabile riprese: Vincenzo Lista
- Responsabile logistica: Ferdinando Rubini
- Responsabile campo: Matteo Parma
- Responsabile manutenzione: Franco Casale
- Responsabile magazzino: Valentina Tonani

- Allenatore: Mattia Ferrari
- Assistenti: Alberto Mazzetti, Silvio Saini e Massimo Corrado
- Team manager: Lorenzo Prandi
- Dirigente area tecnica: Stefano Lazzati
- Preparatore atletico: Alessandro Marelli
- Responsabile statistiche: Davide Frattini
- Responsabile giovanili: Paolo Tamborini
- Responsabile minibasket: Emanuele Gerosa
- Direttore minibasket: Edoardo Fossati
- Medico sociale: Federico Valli
- Fisioterapista: Daniele Cassioli

## Roster
Aggiornato al 23 aprile 2016.
| Legnano Basket Knights 2015-2016 | Legnano Basket Knights 2015-2016 |
| Giocatori                        | Staff tecnico                    |
| -------------------------------- | -------------------------------- |

| N. | Naz.                   | Ruolo | Nome                 | Anno | Alt.   | Peso   |  |
| -- | ---------------------- | ----- | -------------------- | ---- | ------ | ------ |  |
| 5  | Italia (bandiera)      | P     | Alberto Navarini     | 1996 | 185 cm | 75 kg  |  |
| 6  | Italia (bandiera)      | G     | Filippo Tiengo       | 1997 | 187 cm | 67 kg  |  |
| 7  | Italia (bandiera)      | C     | Giovanni Allodi      | 1994 | 203 cm | 103 kg |  |
| 8  | Italia (bandiera)      | G     | Alessandro Guidi     | 1996 | 190 cm | 82 kg  |  |
| 9  | Italia (bandiera)      | AG    | Federico Maiocco (C) | 1983 | 201 cm | 95 kg  |  |
| 10 | Italia (bandiera)      | AP    | Matteo Frassinetti   | 1987 | 197 cm | 89 kg  |  |
| 11 | Italia (bandiera)      | P     | Andreas Rinke        | 1997 | 182 cm | 68 kg  |  |
| 12 | Italia (bandiera)      | P     | Matteo Palermo       | 1991 | 190 cm | 82 kg  |  |
| 13 | Italia (bandiera)      | G     | Matteo Martini       | 1992 | 195 cm | 88 kg  |  |
| 14 | Italia (bandiera)      | AG    | Davide Frattini      | 1996 | 187 cm | 77 kg  |  |
| 16 | Italia (bandiera)      | C     | Francesco Gastoldi   | 1997 | 200 cm | 98 kg  |  |
| 17 | Italia (bandiera)      | C     | Edoardo Tognati      | 1998 | 185 cm | 78 kg  |  |
| 18 | Italia (bandiera)      | C     | Michael Sacchettini  | 1995 | 205 cm | 100 kg |  |
| 20 | Italia (bandiera)      | AC    | Giovanni Fattori     | 1985 | 203 cm | 110 kg |  |
| 23 | Stati Uniti (bandiera) | C     | A.J. Pacher          | 1992 | 208 cm | 108 kg |  |
| 30 | Stati Uniti (bandiera) | P     | Nik Raivio           | 1986 | 192 cm | 91 kg  |  |
| 32 | Italia (bandiera)      | C     | Stefano Toia         | 1996 | 200 cm | 98 kg  |  |
| 33 | Italia (bandiera)      | A     | Luca Battilana       | 1998 | 196 cm | 88 kg  |  |
| 91 | Italia (bandiera)      | AP    | Stefano Laudoni      | 1989 | 198 cm | 90 kg  |  |

| Allenatore |
| - Mattia Ferrari |
| Assistente/i |
| - Alberto Mazzetti - Silvio Saini - Massimo Corrado Legenda - (C) Capitano - (IN) Inattivo - Infortunato Roster Aggiornato al: 23 aprile 2016 |

## Mercato
Aggiornato al 23 aprile 2016.

### Sessione estiva
| Acquisti | Acquisti            | Acquisti         | Acquisti |
| R.       | Nome                | da               | Modalità |
| -------- | ------------------- | ---------------- | -------- |
| G        | Filippo Tiengo      | -                | -        |
| C        | Giovanni Allodi     | Basket Ferentino | -        |
| P        | Andreas Rinke       | -                | -        |
| P        | Matteo Palermo      | Pall. Chieti     | -        |
| G        | Matteo Martini      | G.M. OrziBasket  | -        |
| AG       | Davide Frattini     | -                | -        |
| C        | Francesco Gastoldi  | -                | -        |
| C        | Michael Sacchettini | Valsesia         | -        |
| C        | A.J. Pacher         | -                | -        |
| P        | Nik Raivio          | Kaposvár         | -        |
| C        | Stefano Toia        | Olimpia Milano   | -        |

| Cessioni | Cessioni           | Cessioni            | Cessioni |
| R.       | Nome               | a                   | Modalità |
| -------- | ------------------ | ------------------- | -------- |
| P        | Federico Turano    | Casorate            | -        |
| A        | Ousman Krubally    | Lavrio              | -        |
| G        | Niccolò Petrucci   | Scafati Basket      | -        |
| G        | Giovanni Penserini | C.A. Faenza         | -        |
| AG       | Marco Arrigoni     | Fulgor L. Forlì     | -        |
| P        | Fabio Di Bella     | Pall. Mantovana     | -        |
| G        | Tommaso Milani     | Bergamo B. 2014     | -        |
| C        | Andrea Locci       | Benedetto XIV Cento | -        |
| C        | John Merchant III  | U.C. Piacentina     | -        |

### Dopo l'inizio della stagione
| Acquisti | Acquisti         | Acquisti | Acquisti        | Acquisti |
| R.       | Nome             | da       | Data            | Modalità |
| -------- | ---------------- | -------- | --------------- | -------- |
| AP       | Stefano Laudoni  | Valsesia | 12 gennaio 2016 | -        |
| AC       | Giovanni Fattori | Campli   | 26 gennaio 2016 | -        |

| Cessioni | Cessioni        | Cessioni | Cessioni        | Cessioni |
| R.       | Nome            | a        | Data            | Modalità |
| -------- | --------------- | -------- | --------------- | -------- |
| G        | Giovanni Allodi | Recanati | 27 gennaio 2016 | -        |

## Risultati

### Serie A2

#### Regular season

##### Girone di andata
| Arbitri: | Borgo Nuara Catani |

|                            |            |                              |
| M. Frassineti 18           | Punti      | 20 D. Hollis                 |
| F. Maiocco 5               | Assist     | 3 M. Alibegovic              |
| A.J. Pacher 7 F. Maiocco 7 | Rimbalzi   | 9 A. Cittadini 9 D. Bruttini |
| Mattia Ferrari             | Allenatori | Andrea Diana                 |

| Arbitri: | Grigioni (Rudellat) Pierantozzi |

|                 |            |                |
| J. Losi 18      | Punti      | 25 N. Raivio   |
| M. Ibarra 4     | Assist     | 10 F. Maiocco  |
| E. Henderson 12 | Rimbalzi   | 14 N. Raivio   |
| Alberto Morea   | Allenatori | Mattia Ferrari |

| Arbitri: | Bartoli Wassermann Del Greco |

|                           |            |                          |
| N. Raivio 20              | Punti      | 14 K. Simms              |
| A. Navarini 4             | Assist     | 2 K. Ndoja 2 F. Di Bella |
| N. Raivio 9 A.J. Pacher 9 | Rimbalzi   | 8 K. Simms               |
| Mattia Ferrari            | Allenatori | Alberto Martelossi       |

| Arbitri: | Tirozzi Belfiore Marchio |

|                           |            |                                          |
| M. Spanghero 14           | Punti      | 23 M. Frassineti                         |
| M. Da Ros 3 L. Saccaggi 3 | Assist     | 3 M. Frassineti 3 N. Raivio 3 M. Palermo |
| M. Da Ros 8               | Rimbalzi   | 7 A.J. Pacher 7 N. Raivio                |
| Marco Crespi              | Allenatori | Mattia Ferrari                           |

| Arbitri: | Gagliardi Bramante Ascione |

|                           |            |                          |
| J. Flowers 20             | Punti      | 22 N. Raivio             |
| N. Italiano 5             | Assist     | 4 N. Raivio 4 F. Maiocco |
| E. Daniel 9 A. Iannilli 9 | Rimbalzi   | 8 N. Raivio              |
| Matteo Boniciolli         | Allenatori | Mattia Ferrari           |

| Arbitri: | Terranova Solfanelli Bianchini |

|                  |            |                   |
| M. Frassineti 28 | Punti      | 23 A. M. Sollazzo |
| M. Frassineti 6  | Assist     | 5 D. Lauwers      |
| A.J. Pacher 12   | Rimbalzi   | 11 K. Lawson      |
| Mattia Ferrari   | Allenatori | Andrea Zanchi     |

| Arbitri: | Caforio Di Toro Dionisi |

|                |            |                |
| B. Allen 36    | Punti      | 22 A.J. Pacher |
| R. Marulli 6   | Assist     | 5 N. Raivio    |
| K. Weaver 7    | Rimbalzi   | 11 A.J. Pacher |
| Antonio Trullo | Allenatori | Mattia Ferrari |

| Arbitri: | Caruso Scrima Patti |

|                 |            |                  |
| A.J. Pacher 21  | Punti      | 30 M. B. Deloach |
| M. Frassineti 7 | Assist     | 5 M. B. Deloach  |
| A.J. Pacher 9   | Rimbalzi   | 13 T. Smith      |
| Mattia Ferrari  | Allenatori | Antimo Martino   |

| Arbitri: | Gagliardi Lestingi Salustri |

|              |            |                |
| S. Okoye 19  | Punti      | 24 N. Raivio   |
| F. Guarino 4 | Assist     | 5 N. Raivio    |
| S. Okoye 11  | Rimbalzi   | 9 N. Raivio    |
| Luigi Gresta | Allenatori | Mattia Ferrari |

| Arbitri: | Beneduce D'Amato Meneghini |

|                |            |               |
| A.J. Pacher 25 | Punti      | 18 N. Hunter  |
| N. Raivio 7    | Assist     | 4 M. Battisti |
| N. Raivio 8    | Rimbalzi   | 10 N. Hunter  |
| Mattia Ferrari | Allenatori | Maurizio Lasi |

| Arbitri: | Noce Vita Barone |

|                     |            |                |
| M. P. 15            | Punti      | 21 N. Raivio   |
| M. Fantinelli 5     | Assist     | 3 N. Raivio    |
| M. Powell 9         | Rimbalzi   | 11 A.J. Pacher |
| Stefano Pillastrini | Allenatori | Mattia Ferrari |

| Arbitri: | Masi Degli Onesti Del Greco |

|                |            |                  |
| A.J. Pacher 20 | Punti      | 15 G. I. Armwood |
| N. Raivio 5    | Assist     | 4 A.Piazza       |
| A.J. Pacher 12 | Rimbalzi   | 15 G. I. Armwood |
| Mattia Ferrari | Allenatori | Massimo Galli    |

| Arbitri: | Rossi Terranova Ferretti |

|                  |            |                                        |
| K. Anderson 19   | Punti      | 23 N. Raivio                           |
| L. Washington 5  | Assist     | 2 N. Raivio 2 A.J. Pacher 2 F. Maiocco |
| L. Washington 10 | Rimbalzi   | 11 N. Raivio                           |
| Giampiero Ticchi | Allenatori | Mattia Ferrari                         |

| Arbitri: | Caforio Capozziello Maffei |

|                |            |                   |
| N. Raivio 19   | Punti      | 24 J. Parks       |
| N. Raivio 7    | Assist     | 5 R. Prandin      |
| N. Raivio 9    | Rimbalzi   | 11 J. Parks       |
| Mattia Ferrari | Allenatori | Eugenio Dalmasson |

| Arbitri: | Perciavalle Marton Gagno |

|                   |            |                |
| P. Sorokas 27     | Punti      | 21 N. Raivio   |
| T. Marino 7       | Assist     | 4 M. Palermo   |
| P. Sorokas 16     | Rimbalzi   | 8 N. Raivio    |
| Adriano Vertemati | Allenatori | Mattia Ferrari |

##### Girone di ritorno
| Arbitri: | Belfiore Gagliardi Marota |

|                 |            |                  |
| R. Holmes 21    | Punti      | 22 M. Martini    |
| M. Passera 8    | Assist     | 3 M. Martini     |
| A. Cittadini 11 | Rimbalzi   | 8 M. Sacchettini |
| Andrea Diana    | Allenatori | Mattia Ferrari   |

| Arbitri: | Ursi Solfanelli Bianchini |

|                |            |               |
| M. Palermo 29  | Punti      | 21 D. Brkic   |
| N. Raivio 7    | Assist     | 7 E. Rush     |
| N. Raivio 9    | Rimbalzi   | 10 E. Rush    |
| Mattia Ferrari | Allenatori | Alberto Morea |

| Arbitri: | Boninsegna Caruso Chersicla |

|                                                |            |                |
| J. Hurtt 22                                    | Punti      | 25 A.J. Pacher |
| J. Hurtt 3 K. Simms 3 F. Di Bella 3 K. Ndoja 3 | Assist     | 5 N. Raivio    |
| K. Ndoja 10                                    | Rimbalzi   | 10 N. Raivio   |
| Alberto Martelossi                             | Allenatori | Mattia Ferrari |

| Arbitri: | Ciaglia Capotorto Saraceni |

|                |            |               |
| N. Raivio 14   | Punti      | 14 R. Cortese |
| F. Maiocco 4   | Assist     | 5 L. Saccaggi |
| N. Raivio 11   | Rimbalzi   | 9 R. Cortese  |
| Mattia Ferrari | Allenatori | Marco Crespi  |

| Arbitri: | Weidmann Wassermann Meneghini |

|                |            |                          |
| M. Palermo 15  | Punti      | 16 E. Daniel             |
| N. Raivio 2    | Assist     | 4 E. Daniel 4 J. Flowers |
| A.J. Pacher 9  | Rimbalzi   | 14 E. Daniel             |
| Mattia Ferrari | Allenatori | Matteo Boniciolli        |

| Arbitri: | Calbucci Di Toro Longobucco |

|                  |            |                           |
| K. Lawson 25     | Punti      | 20 N. Raivio              |
| A. M. Sollazzo 5 | Assist     | 6 N. Raivio               |
| K. Lawson 10     | Rimbalzi   | 6 M. Palermo 6 F. Maiocco |
| Giancarlo Sacco  | Allenatori | Mattia Ferrari            |

| Arbitri: | Moretti Pierantozzi Degli Onesti |

|                |            |                |
| N. Raivio 17   | Punti      | 24 B. Allen    |
| N. Raivio 7    | Assist     | 8 K. Weaver    |
| A.J. Pacher 10 | Rimbalzi   | 10 B. Allen    |
| Mattia Ferrari | Allenatori | Antonio Trullo |

| Arbitri: | Galasso Cappello Del Greco |

|                  |            |                |
| M. B. Deloach 20 | Punti      | 24 A.J. Pacher |
| M. B. Deloach 5  | Assist     | 6 M. Palermo   |
| T. Smith 8       | Rimbalzi   | 10 A.J. Pacher |
| Antimo Martino   | Allenatori | Mattia Ferrari |

| Arbitri: | Brindisi Yang Yao Fabiani |

|                |            |                       |
| A.J. Pacher 24 | Punti      | 28 J. Hubalek         |
| N. Raivio 4    | Assist     | 5 B. Chase            |
| N. Raivio 15   | Rimbalzi   | 12 J. Hubalek         |
| Mattia Ferrari | Allenatori | Francesco Ponticiello |

| Arbitri: | Grigioni Salustri Maschio |

|                          |            |                |
| J. C. Greene 20          | Punti      | 25 N. Raivio   |
| M. Santiangeli 3         | Assist     | 4 N. Raivio    |
| N. Hunter 8 M. Maganza 8 | Rimbalzi   | 14 A.J. Pacher |
| Maurizio Lasi            | Allenatori | Mattia Ferrari |

| Arbitri: | Masi Pecorella Dori |

|                |            |                        |
| A.J. Pacher 22 | Punti      | 18 T. Abbott           |
| N. Raivio 6    | Assist     | 5 M. Fantinelli        |
| N. Raivio 12   | Rimbalzi   | 8 A. Fabi 8 T. Rinaldi |
| Mattia Ferrari | Allenatori | Stefano Pillastrini    |

| Arbitri: | Boscolo Gagliardi Mottola |

|                 |            |                |
| D. Monaldi 30   | Punti      | 21 N. Raivio   |
| I. Lilov 4      | Assist     | 4 F. Maiocco   |
| G. I. Armwood 7 | Rimbalzi   | 10 F. Maiocco  |
| Massimo Galli   | Allenatori | Mattia Ferrari |

| Arbitri: | Bartoli Caforio Nuara |

|                              |            |                  |
| N. Raivio 32                 | Punti      | 19 P. Prato      |
| M. Palermo 3 F. Maiocco 3    | Assist     | 3 N. Hassan      |
| N. Raivio 7 M. Sacchettini 7 | Rimbalzi   | 6 L. Washington  |
| Mattia Ferrari               | Allenatori | Giampiero Ticchi |

| Arbitri: | Borgo Raimondo Gagno |

|                   |            |                           |
| R. Nelson 14      | Punti      | 12 F. Maiocco             |
| S. Bossi 4        | Assist     | 3 N. Raivio               |
| V. Pipitone 12    | Rimbalzi   | 5 A.J. Pacher 5 N. Raivio |
| Eugenio Dalmasson | Allenatori | Mattia Ferrari            |

| Arbitri: | Materdomini Ascione Modesto |

|                  |            |                        |
| A.J. Pacher 20   | Punti      | 20 T. Kyzlink          |
| M. Palermo 7     | Assist     | 3 M. Turel 3 T. Marino |
| M. Sacchettini 8 | Rimbalzi   | 6 T. Kyzlink           |
| Mattia Ferrari   | Allenatori | Adriano Vertemati      |

## Statistiche
Aggiornato al 23 aprile 2016.

### Statistiche di squadra
| Competizione | Punti | In casa | In casa | In casa | In casa | In casa | In trasferta | In trasferta | In trasferta | In trasferta | In trasferta | Totale | Totale | Totale | Totale | Totale | Totale |
| Competizione | Punti | G       | V       | P       | Ptf     | Pts     | G            | V            | P            | Ptf          | Pts          | G      | V      | P      | Ptf    | Pts    | Diff.  |
| ------------ | ----- | ------- | ------- | ------- | ------- | ------- | ------------ | ------------ | ------------ | ------------ | ------------ | ------ | ------ | ------ | ------ | ------ | ------ |
| Serie A2     | 20    | 15      | 4       | 11      | 1110    | 1147    | 15           | 6            | 9            | 1102         | 1201         | 30     | 10     | 20     | 2212   | 2348   | -136   |

### Statistiche dei giocatori
| Giocatore           | Pun. | Pr. | Min. | Falli | Falli | Tiri da 2 | Tiri da 2 | Tiri da 3 | Tiri da 3 | Tiri Liberi | Tiri Liberi | Rimbalzi | Rimbalzi | Stopp. | Stopp. | Palle | Palle | Ass | Val. |
| Giocatore           | Pun. | Pr. | Min. | C     | S     | R         | T         | R         | T         | R           | T           | O        | D        | D      | S      | P     | R     | Ass | Val. |
| ------------------- | ---- | --- | ---- | ----- | ----- | --------- | --------- | --------- | --------- | ----------- | ----------- | -------- | -------- | ------ | ------ | ----- | ----- | --- | ---- |
| Raivio Nik          | 520  | 30  | 1058 | 57    | 137   | 146       | 271       | 46        | 114       | 90          | 114         | 52       | 184      | 3      | 17     | 87    | 45    | 114 | 677  |
| Pacher A.J.         | 434  | 25  | 822  | 73    | 117   | 138       | 227       | 26        | 77        | 80          | 113         | 74       | 129      | 14     | 8      | 63    | 10    | 21  | 482  |
| Palermo Matteo      | 285  | 28  | 745  | 90    | 113   | 46        | 100       | 43        | 125       | 64          | 80          | 8        | 77       | 0      | 8      | 56    | 36    | 72  | 285  |
| Maiocco Federico    | 219  | 28  | 870  | 71    | 57    | 40        | 94        | 37        | 122       | 28          | 52          | 12       | 92       | 10     | 7      | 49    | 39    | 81  | 220  |
| Martini Matteo      | 211  | 28  | 591  | 66    | 49    | 66        | 138       | 15        | 55        | 34          | 54          | 24       | 41       | 0      | 8      | 26    | 10    | 32  | 135  |
| Frassineti Matteo   | 209  | 13  | 390  | 21    | 34    | 56        | 110       | 22        | 73        | 31          | 38          | 9        | 32       | 5      | 3      | 21    | 8     | 29  | 169  |
| Navarini Alberto    | 92   | 30  | 443  | 90    | 43    | 16        | 41        | 14        | 55        | 18          | 27          | 11       | 42       | 0      | 3      | 33    | 12    | 29  | 28   |
| Laudoni Stefano     | 82   | 13  | 282  | 30    | 25    | 23        | 41        | 9         | 26        | 9           | 18          | 11       | 24       | 2      | 2      | 15    | 11    | 13  | 77   |
| Fattori Giovanni    | 50   | 12  | 192  | 24    | 4     | 16        | 33        | 4         | 24        | 6           | 7           | 13       | 22       | 5      | 2      | 9     | 6     | 5   | 32   |
| Allodi Giovanni     | 48   | 17  | 262  | 46    | 17    | 18        | 37        | 2         | 15        | 6           | 12          | 19       | 32       | 7      | 2      | 13    | 5     | 12  | 41   |
| Sacchettini Michael | 45   | 25  | 225  | 36    | 11    | 19        | 38        | 0         | 1         | 7           | 12          | 20       | 30       | 7      | 2      | 15    | 3     | 3   | 41   |
| Battilana Luca      | 10   | 3   | 45   | 4     | 0     | 2         | 4         | 2         | 5         | 0           | 0           | 2        | 7        | 0      | 0      | 1     | 0     | 1   | 10   |
| Guidi Alessandro    | 5    | 6   | 27   | 5     | 2     | 1         | 2         | 1         | 4         | 0           | 0           | 2        | 2        | 0      | 0      | 0     | 2     | 0   | 4    |
| Rinke Andreas       | 2    | 7   | 20   | 0     | 0     | 1         | 5         | 0         | 2         | 0           | 0           | 0        | 1        | 0      | 0      | 0     | 0     | 2   | -1   |
| Frattini Davide     | 0    | 1   | 1    | 1     | 0     | 0         | 0         | 0         | 0         | 0           | 0           | 0        | 0        | 0      | 0      | 0     | 0     | 0   | -1   |
| Gastoldi Francesco  | 0    | 3   | 2    | 0     | 0     | 0         | 0         | 0         | 0         | 0           | 0           | 0        | 0        | 0      | 0      | 0     | 0     | 0   | 0    |
| Tognati Edoardo     | 0    | 2   | 5    | 1     | 0     | 0         | 0         | 0         | 0         | 0           | 0           | 0        | 0        | 0      | 0      | 0     | 0     | 0   | -1   |